# Augusto Batioja
Augusto Alexi Quintero Batioja (Guayaquil, 4 maggio 1990) è un calciatore ecuadoriano, attaccante del Viktoria Žižkov.

## Carriera
Ha giocato nella massima serie dei campionati serbo, montenegrino, ungherese e ceco.